# Steirachne diandra
Steirachne diandra är en gräsart som beskrevs av Erik Leonard Ekman. Steirachne diandra ingår i släktet Steirachne och familjen gräs. Inga underarter finns listade i Catalogue of Life.